# Estrada de Ferro Jari
| Estrada de Ferro Jari | Estrada de Ferro Jari |
| --------------------- | --------------------- |
|                       |                       |
| Streckenlänge:        | 68 km                 |
|                       |                       |

Die Estrada de Ferro Jari ist eine private brasilianische Eisenbahnlinie, die der Gesellschaft Empresa Jari Celulose S.A. gehört und sich im Norden des brasilianischen Bundesstaates Pará an der Grenze zu Amapá befindet. Sie hat eine Gesamtstreckenlänge von 68 km. Die Eisenbahnlinie wird zum Transport von Baumstämmen benötigt, die von der genannten Gesellschaft durch das Jari-Projekt in diesem Waldgebiet angepflanzt werden. Außerdem dient die Bahnlinie dazu, Bauxit aus einer nahegelegenen Mine zu den Hafen von Mungubá am Rio Jari zu transportieren. Passagiere befördert diese Bahnlinie nicht.